# 古洞桥
古洞桥，原名翠山寺桥，位于中国浙江省宁波市海曙区横街镇庄家溪村庄家溪自然村庄家溪上，宋代桥梁，为单孔薄拱大跨度拱桥，长30米，拱跨17.5米，拱高7米，桥顶宽3.5米，2007年因建设溪下水库而迁入现址，2010年9月公布为鄞州区文物保护单位:338，2018年12月28日因行政区划调整公布为海曙区文物保护单位。